# Прокопець Марія Андріївна
Марі́я Андрі́ївна Прокопе́ць (нар. 27 листопада 1940, Хирів, Старосамбірський район Львівська область — 8 травня 2021) — українська поетеса.

## Біографія
Першу збірку «Я до серця Вашого іду» присвятила пам'яті своїх батьків. 1992 р. обрана делегатом І-го Всеукраїнського з'їзду працівників освіти від Старосамбірщини, а 2001 р. делегатом Всеукраїнського з'їзду Союзу Українок.
Марія Прокопець нагороджена педагогічною премією ім. Степана Дубравського. В 1995 р. вийшла її книжка «Саліна», яка розкриває злочини більшовицького терору в урочищі Саліна. 1998 р. виходить її книжка «Хто до сонця виростає», книжечка для дітей (у співпраці з Марією Геленко) «Надзвичайний подарунок». У 2011 р. з'являється книга «Дзвін Саліни», що є продовженням розповідей про страшні злочини НКВС здійсненні в урочищі Саліна у червні 1941 р. У цьому ж році виходить ще одна книга «Слово про Нижанковичі». Марія Прокопець є членом Всеукраїнського літературного об'єднання «Письменники Бойківщини», лауреатом літпремії ім. Мирона Утриска.
2019 року нагороджена Орденом княгині Ольги III ступеня. Померла 8 травня 2021 року.

## Нагороди
- Орден княгині Ольги III ст. (22 січня 2019) — за значний особистий внесок у державне будівництво, зміцнення національної безпеки, соціально-економічний, науково-технічний, культурно-освітній розвиток Української держави, вагомі трудові досягнення, багаторічну сумлінну працю[2]

## Праці
- Йосип Лось, Марія Прокопець, Дмитро Лапичак, «Саліна» // Видавництво «Вільна Україна», Львів 1995 рік, 173 с. (книга у pdf-форматі на http://dobromyl.org/books/])
- Марія Прокопець «Терниста дорога любові» // Тріада плюс, Львів 2007 рік, 292 с.
- Марія Прокопець «Дзвін Саліни» // Видавництво «Тріада плюс», Львів 2011 рік, 260 с.
- Марія Прокопець (упорядник) «Слово про Нижанковичі» // видавництво «Камула», Львів 2011 рік, 256 с.